# Aquificales
Ordre
Les Aquificales sont un ordre de bactéries de la classe des Aquificae. Son nom provient de Aquifex qui est le genre type de cet ordre.

## Taxonomie
Cet ordre est proposé en 2001 par A-L. Reysenbach dans la deuxième édition du Bergey's Manual of Systematic Bacteriology. Il est validé l'année suivante par une publication dans l'IJSEM.

## Liste de familles
Selon la LPSN (10 novembre 2022) :
- Aquificaceae Reysenbach 2002
- Hydrogenothermaceae Eder & Huber 2003